# Veliki Prolog
Veliki Prolog je vesnice v Chorvatsku ve Splitsko-dalmatské župě, nacházející se těsně u státní hranice s Bosnou a Hercegovinou. Je součástí města Vrgorac, od něhož se nachází 6 km jihovýchodně. V roce 2021 zde trvale žilo 317 obyvatel. Nejvíce obyvatel (628) zde žilo v roce 1961.
Vesnicí prochází státní silnice D62. Nachází se zde kostel Nanebevzetí Panny Marie a kaple svatého Jana Pavla II.

## Sousední sídla
| Růžice kompasu | Podprolog   |               | Prolog (BiH)     | Růžice kompasu |
| Růžice kompasu | Dusina      | Sever         | Crveni Grm (BiH) | Růžice kompasu |
| Růžice kompasu | Dusina      | Veliki Prolog | Crveni Grm (BiH) | Růžice kompasu |
| Růžice kompasu | Dusina      | Jih           | Crveni Grm (BiH) | Růžice kompasu |
| Růžice kompasu | Draževitići | Staševica     | Otrić-Seoci      | Růžice kompasu |